# Plagueprayer
Plagueprayer ist eine 2015 gegründete Funeral-Doom-Band.

## Geschichte
Der französische Musikers ‚Hangsvart‘ gründete Plagueprayer als ein Soloprojekt, dass er neben weiteren Bands und Bandbeteiligungen wie Abysmal Growls of Despair und Arrant Saudade unterhält. Ziel sei ein mystisch-okkulte Atmosphäre in Anspielung auf das Mittelalter und Hexerei und unter der Inspiration durch H.P. Lovecraft. Das Projekt debütierte 2015 mit dem Album Forgotten Witchery über GS Productions. Die internationale Resonanz auf die Veröffentlichung bescheinigte dem Album eine bemerkenswerte Qualität. Mit Forgotten Witchery, so Iscreviti für das italienische Webzine iye-Zine präsentiere ‚Hangsvart‘ eine gute Ergänzung zu seinem Hauptprojekt. Mike Liassides schrieb für Doom-Metal.com Forgotten Witchery sei „eine würdige Veröffentlichung, die jedoch etwas von ihrem konzeptionellen Ziel abweicht.“ Weitere Rezensenten lobten das Album ebenfalls. Es sei „in jedem Fall die investierte Zeit wert“, eine „schaurige Archäologie in einer archaischen Urgeschichte“, eine „gruselige Versuchung“ der zu widerstehen unmöglich sei und eine „Empfehlung für jeden Fan des Genres“.
Ein Jahr nach Forgotten Witchery veröffentlichte ‚Hangsvart‘ das Album Necromancy über Bandcamp ohne unterstützendes Label als Musikdownload. Internationale Resonanz auf dies Album blieb weitestgehend aus.

## Stil
Die Musik von Plagueprayer wird dem Funeral Doom zugerechnet. Als Selbstbezeichnung nutzt das Projekt die Betitelung als „Horror Funeral Doom“. Das Webzine Doom-Metal.com beschreibt die Musik des Projektes als „nebliger, düsterer und cineastischer“ gegenüber den anderen populären Projekten ‚Hangsvarts‘. Dies verleihe der Musik einen „grüblerischen und unverwechselbaren Charakter“. Als Besonderheit seiner mit Plagueprayer präsentierten Musik benennt ‚Hangsvart‘ den erweiterten Gesang. Neben seinem üblichen Growling präsentiert er einen heiser klingenden Brüllgesang, der jenem des Black Metal entlehnt ist. Die Musik wird mit häufig eingearbeiteten Samples und raumgreifenden Synthesizer-Passagen atmosphärisch dominiert. Die vermittelte Stimmung orientiert sich so an den angestrebten Szenarien klassischer Horrorfilme. Als Gitarrenspiel werden langsame Riffs aus einzelnen Akkorden gespielt, aber auch Soli und Leadgitarren-Spuren werden genutzt. Diesen wird eine „melodische und depressive Richtung“ attestiert.

## Diskografie
- 2015: Forgotten Witchery (Album, GS Productions)
- 2016: Necromancy (Download-Album, Selbstverlag)